# Caddo
I Caddo sono una tribù di Nativi americani stanziata in Texas orientale, Louisiana, Arkansas e Oklahoma. Questa tribù subì molte variazioni in numero di individui nel corso dei secoli: nel Settecento i Caddo erano circa 8.000, nel 1990 erano 3.371.

## Lingua
I Caddo parlano la Lingua caddo, suddivisa in vari dialetti a seconda dei villaggi. È parlato anche l'inglese, con vari dialetti.

## Storia

Un simbolo caddo per indicare il Sole

Le tradizioni orali dicono che i Caddo svilupparono la loro cultura in Arkansas. Tra il 500 e l'800 d.C. emerse come una distinta tribù ottenendo l'indipendenza dalle tribù dei Pawnee e dei Wichita. I Caddo si suddivisero in tre grandi gruppi: gli Hasinai, i Kadohadacho e i Natchitoches. Questi gruppi erano tutti coesi nella grande tribù Caddo, ma vivevano e si sviluppavano in modo diverso. Gli Hasinai e i Kadohadacho vivevano nel Texas orientale, mentre i Natchitoches nel Nord-Ovest della Louisiana. I Caddo incontrarono per la prima volta gli europei nel 1542. Hernando de Soto fu il primo ad incontrarli. L'incontro fu molto violento e sanguinoso. Poi i missionari che venivano da Spagna e Francia portarono un'epidemia di vaiolo che ridusse il numero di Caddo a 1.000. Nel 1859 lo stato del Texas segregò i Caddo in una riserva indiana in Oklahoma e nel 1874 i Caddo vennero riconosciuti come una tribù indipendente. L'ultimo presidente della tribù fu Larue Parker.

## Società

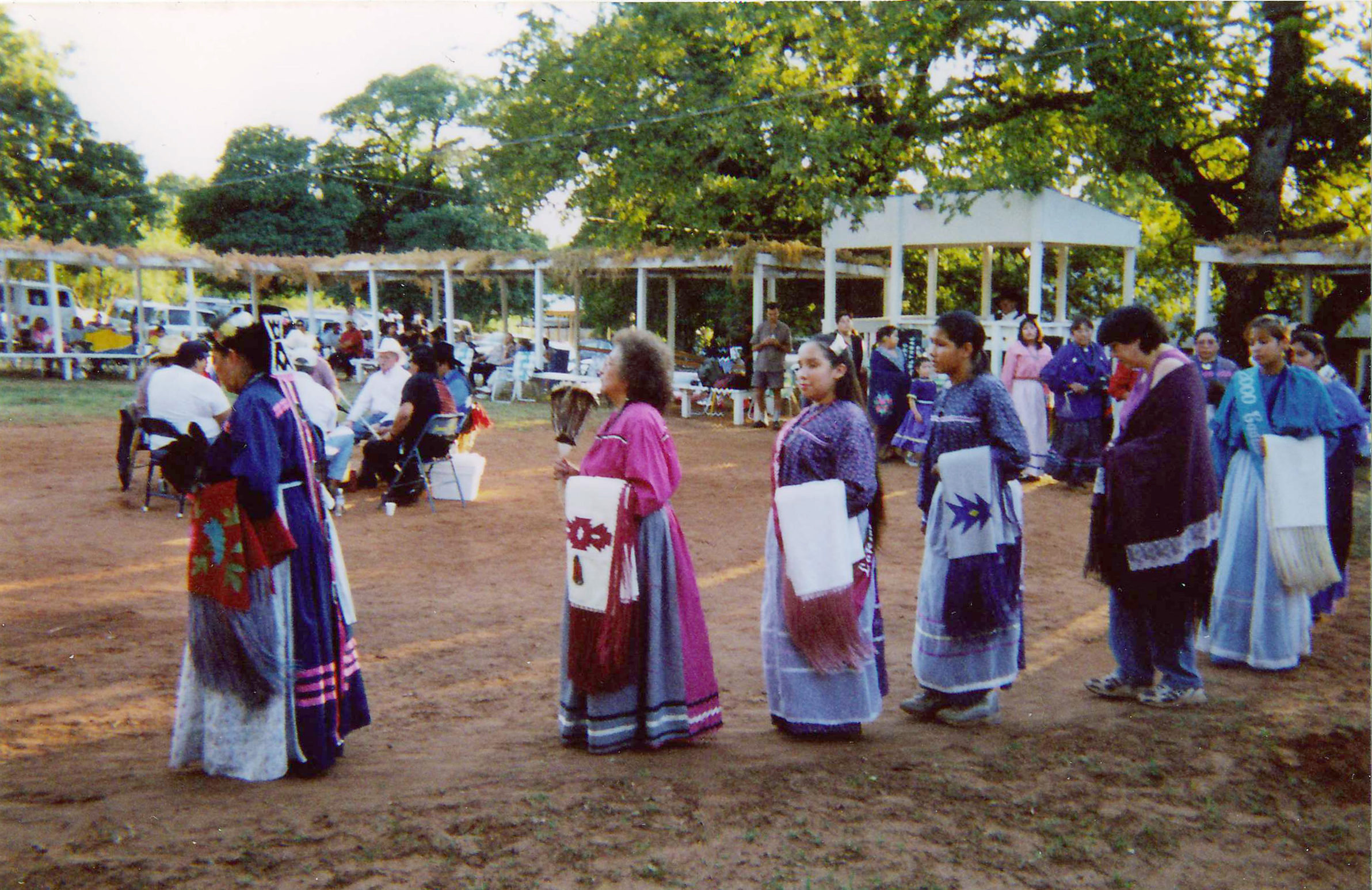
Danza turkey, Oklahoma, 2000

I Caddo erano una tribù dedita alla caccia e all'agricoltura, infatti i loro villaggi erano, abitualmente, circondati da coltivazioni. I loro villaggi erano costituiti da una zona centrale condivisa, comprendente un luogo per i cerimoniali e uno per le riunioni sociali. Le loro case, aventi una forma conica, erano costruite grazie ad un'impalcatura di legno coperto da materiale erboso. Il cibo veniva cotto in vasi di terracotta. Tra le attività principali si annoverano la tessitura di fibre vegetali, la produzione di vestiti decorati con piume, la realizzazione di canestri intrecciati. In uso era anche il tatuaggio, la pratica di inserire un anello nel setto nasale e vistosi ornamenti sulle braccia e sul collo.
La società dei Caddo seguiva una discendenza matrilineare. Il culto seguito era di tipo animistico, e prevedeva l'animazione di ogni aspetto della natura; per ingraziarsi i favori della natura, praticavano riti propiziatori, quali digiuni, auto-torture e sacrifici umani. Diffusa era anche la credenza dell'immortalità dell'anima.